# Doukkali (cépage)
 (juillet 2009).
Si vous disposez d'ouvrages ou d'articles de référence ou si vous connaissez des sites web de qualité traitant du thème abordé ici, merci de compléter l'article en donnant les références utiles à sa vérifiabilité et en les liant à la section « Notes et références ».
Le doukkali Rs est un cépage rose de raisin de table du Maroc, essentiellement commercialisé sur les marchés de Casablanca et Marrakech.

## Description
Il est constitué de grappes très denses dont les grains sont agglomérés et il présente l'inconvénient d'être difficile à nettoyer. Les années de sécheresse, il se concentre en petites grappes très sucrées, proches de la consistance et du gout du raisin sec, les années humides, il devient extrêmement juteux. Il possède peu de grains.
Le doukkali est récompensé en 2014 au Salon international de l'agriculture au Maroc (SIAM) du label "I.G." (Indication géographique).[réf. nécessaire]

## Zones de production
Il est cultivé entre l'Oued Oum Errabiaa et l'Oued Tensift, le long de la côte atlantique, entre Safi et El-Jadida.

## Sources